# جو ویدوسون
جو ویدوسون (انگلیسی: Joe Widdowson؛ زادهٔ ۲۸ مارس ۱۹۸۹) بازیکن فوتبال اهل بریتانیا است.
از باشگاه‌هایی که در آن بازی کرده‌است می‌توان به باشگاه فوتبال وستهام یونایتد، باشگاه فوتبال نورث‌همپتون تاون، باشگاه فوتبال بری، باشگاه فوتبال روترهام یونایتد، باشگاه فوتبال گریمزبی تاون، باشگاه فوتبال مورکم، باشگاه فوتبال داگنم و ردبریج، و باشگاه فوتبال روچدیل اشاره کرد.